# Алекс Рафаель Мескіні
Алекс Рафаель Мескіні (порт. Alex Raphael Meschini, нар. 25 березня 1982, Корнеліу-Прокопіу) — бразильський футболіст, що грав на позиції півзахисника.
Виступав, зокрема, за «Інтернасьйонал» та «Корінтіанс», вигравши з кожним по Кубку Лібертадорес, а також провів кілька матчів за національну збірну Бразилії.

## Клубна кар'єра

### Ранні роки
Народився 25 березня 1982 року в місті Корнеліу-Прокопіу в сім'ї фермерів. Вони були нащадками вихідців з Італії; прабабуся Алекса по батьківській лінії прибула до Бразилії з цієї країни. Коли Алексу виповнився один рік, його батьки переїхали в Ітамбе. У віці 7 років, сім'я знову переїхала, опинившись в Санта-Амелії. У цьому місті пройшло дитинство Алекса.
Алекс — вихованець міні-футбольного клубу «Атлетіко Пірассунунгенсе», в яку він прийшов у віці 9 років. Коли Алексу виповнилося 16 років, він з родиною переїхав у Кампінас, де почав грати за молодіжну команду «Прімавера», куди він був приведений своїм двоюрідним братом. У 2001 році він перейшов в клуб «Гуарані» (Кампінас). Дебютною грою футболіста став матч проти молодіжного складу клубу «Капіварі». Прихід у цей клуб допоміг родині Алекса: «Нам не вистачало їжі, і мій прихід в клуб „Гуарані“ допоміг нам в цих важких обставинах». 2003 року Алекс дебютував в основному складі клубу в матчі з «Уніао Барбаренсе». У «Гуарані» Алекс швидко став гравцем основного складу, провівши за 2 сезони 54 матчі і забивши 7 голів. У цій команді він частіше займав позицію лівого вінгера, при цьому він став штатним виконавцем кутових та штрафних ударів.

### «Інтернасьйонал»
10 березня 2004 року Алекс перейшов в «Інтернасьйонал», який заплатив за перехід хавбека понад 450 тис. євро. У серпні він отримав травму на лівій щиколотці, через що не виступав 3 місяці. З 2005 року Алекс став відігравати важливу роль у складі команди. Однак у цьому і наступному сезонах Алекс часто опинявся в «лазареті» команди через травми і у чемпіонаті Ріу-Гранді-ду-Сул 2005 року, переможного для клубу, Алекс провів лише 2 гри. Причиною чого стало пошкодження правого коліна в лютому, через що гравець не виступав 4 місяці, і травма лобкової кістки, отримана в жовтні в матчі Кубка Лібертадорес. При цьому півзахисник виходив на поле на декількох позиціях, включаючи лівого півзахисника і другого нападника.
У наступному сезоні Алекс знову частину матчів пропустив через травму лобкової кістки, викликану паховою грижею, і не виступав з червня по вересень Однак він допоміг клубу виграти Кубок Лібертадорес, на якому провів 8 матчів і забив 1 гол клубний чемпіонат світу. У грудні 2006 року Алексом цікавився московський ЦСКА, якого рекомендував тренер клубу з фізпідготовки Паулу Пайшау, але клуб не купив футболіста.
У січні 2007 року Алекс травмував м'язи стегон, пропустивши два місяці. У тому ж році, остаточно вилікувавшись від травм, він став твердим гравцем основного складу команди і допоміг клубу виграти Рекопу Південної Америки, на якій провів обидва матчі і забив 1 гол. Влітку йому запропонував контракт німецький «Вольфсбург», однак ціна в 8 млн євро не влаштувала бразильців. Також Алексом цікавилася «Барселона», яка шукала підсилення на лівий фланг півзахисту, але віддала перевагу іншому гравцю. У грудні Алекс знову отримав рецидив травми лобкової кістки, викликаною паховою грижею.
У 2008 році Алекс отримав у клубі футболку з номером 10. Це відбилося і на грі: головний тренер команди Абел Брага дозволив Алексу регулярні зміщення в центр поля. У цьому ж році він став найкращим бомбардиром Ліги Гаушу, завоював з командою Кубок Дубаї і Південноамериканський кубок, в якому став, разом з партнером по команді Нілмаром, найкращим бомбардиром, забивши 5 голів у 5 проведених матчах. Алекс забивав велику кількість голів зі стандартних положень, 5 років він був штатним пенальтістом «Інтернасьйонала», за цей період не забив з 11-метрової позначки лише один раз.
Влітку 2008 року Алексом цікавилися кілька клубів, включаючи московський «Спартак», однак ціна в 14 млн євро, в яку оцінював Алекса «Інтернасьйонал», потенційним покупцям не підійшла. За підсумками голосування за приз найкращому футболістові Південної Америки 2008 року Алекс зайняв 9-е місце. В одному зі своїх останніх матчів за «Інтернасьйонал», 28 січня 2009 року, Алекс був вилучений з поля, після чого почалися на трибунах безлади. Останній матч за «Інтер» Алекс провів у чемпіонаті штату Ріу-Гранді-ді-Сул 15 лютого 2009 року проти клубу «Жуїз», в якому забив 2 голи, а його команда перемогла 5:1. Всього за «Інтернасьонал» Алекс провів 168 матчів і забив 68 голів.

### «Спартак» (Москва)

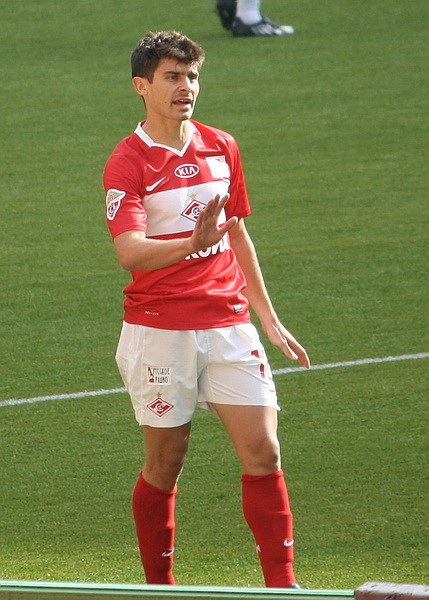
Емоції Алекса

27 лютого 2009 року за 5 мільйонів євро перейшов в московський «Спартак», при цьому клуб заплатив ще й 2 млн євро самому гравцеві, що володів 30 % свого договору. Перед цим Алекс встиг зіграти кілька матчів за «Інтер» і забити кілька м'ячів у Лізі Гаушу 2009 року (яку «колорадос» в підсумку виграли вже без Алекса). Алекс підписав контракт зі «Спартаком» на 5 років, його щомісячна заробітна плата становила 200 тис. євро, плюс 15 тисяч за кожну перемогу клубу.

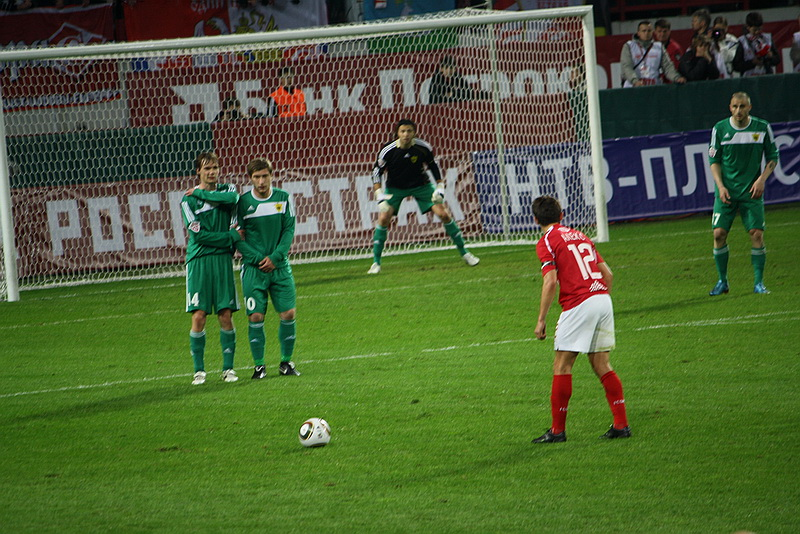
Алекс подає штрафний

«Не приховую, важко залишати рідний дім. Однак в „Інтері“ я домігся багато чого, тому покидаю команду щасливим. Підсумки переговорів про трансфер хороші як для мене, так і для клубу. „Спартак“ — це цікава команда, в проекті якої є завдання досягти успіхів в єврокубках».

2 березня Алекс був представлений команді і провів перше тренування зі «Спартаком». У клубі Алекс отримав 12-й номер. 15 березня Алекс дебютував у складі «Спартака» в матчі 1-го туру чемпіонату Росії проти «Зеніту»; головний тренер «Спартака» Мікаель Лаудруп залишився задоволений дебютом бразильця. У другому турі, з краснодарською «Кубанню», Алекс не реалізував пенальті, а його команда програла 0:1.
5 квітня в 3-му турі чемпіонату Росії у домашній грі проти «Спартака» з Нальчика Алекс забив свій перший гол за «Спартак», який був забитий прямим ударом зі штрафного. Цим м'ячем Алекс відкрив рахунок у матчі на 44 хвилині, в результаті гол виявився переможним у грі, яка закінчилася з рахунком 2:0 на користь спартаківців.
За підсумками своєї гри у кінці вересня був викликаний в збірну Бразилії. Після гри 23-го туру, коли його команда перемогла «Том» з рахунком 5:0, Алекс висловився щодо своєї можливої участі в іграх збірної Бразилії: «Ви не уявляєте, як я був щасливий, коли дізнався, що Дунга викликав мене в збірну! Дуже сподіваюся, що завдяки грі за „Спартак“ закріплюсь і в національній команді. Ви, можливо, дивуєтеся такої заяви, але я постараюся довести його закономірність в найближчих іграх Бразилії».

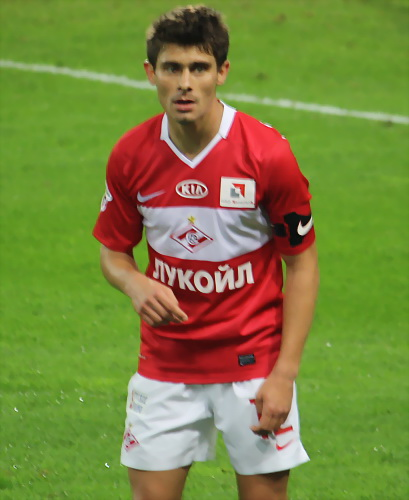
Алекс

4 жовтня у матчі з «Амкаром» Алекс вивів «Спартак» на поле у статусі капітана команди. Алекс виграв у складі «Спартака» срібні медалі чемпіонату Росії, чим був засмучений: «Я люблю завжди і в усьому бути першим. Другим або третім бути не терплю. Мені важко усвідомлювати, що ми могли бути і вище. Адже все було в наших руках. Разом з тим я зазначу, що команда виконала одне з двох поставлених перед нею завдань — пробилася в Лігу чемпіонів. З урахуванням того, що команді в цьому році було непросто і вона долала важкі етапи, такий результат не може не радувати. Але якщо говорити об'єктивно, команда-чемпіон не створюється менше ніж за рік. У нас не було великої кількості часу, щоб награти кістяк, і всі це прекрасно знають». Після закінчення сезону він був визнаний кращим центральним півзахисником чемпіонату Росії. На думку спортивного телекоментатора Георгія Черданцева, вся гра «Спартака» в сезоні 2009 була побудована на Алекса.
У першому матчі «Спартака» в 2010 році Алекс виступив не дуже вдало, але вже у другій грі з пітерським «Зенітом» зробив гольову передачу; гра завершилася внічию 1:1. У третій грі сезону Алекс зробив дві результативні передачі, які призвели до голів, принісши клубу перемогу над московським «Локомотивом». 25 квітня, у грі зі «Спартаком-Нальчиком», Алекс отримав дві жовті картки, при цьому другу бразилець заробив вже після фінального свистка за неспортивну поведінку. 6 травня Алекс забив свій перший гол у сезоні, вразивши ворота «Анжі»; у цій же грі він знову вивів «Спартак» на поле у статусі капітана команди. В цілому, початок сезону вийшов у Алекса невдалим; Тренер Валерій Карпін пов'язував це з психологічними проблемами гравця. 15 серпня, у грі з московським «Локомотивом», Алекс віддав дві гольові передачі та взяв участь ще в одному голі; його команда перемогла у грі з рахунком 3:2. 15 жовтня Алекс, після довгої перерви, забив гол ударом зі штрафного, в тій же грі він отримав мікронадрив м'яза правого стегна, вилетівши на кілька тижнів. 4 листопада бразилець повернувся на поле. Але вже 8 листопада знову травмувався. 9 грудня, в останньому матчі сезону з клубом «Жиліна» Алекс забив гол і зробив гольову передачу, принісши перемогу своїй команді з рахунком 2:1. Всього за сезон він провів 27 матчів і забив 5 голів.

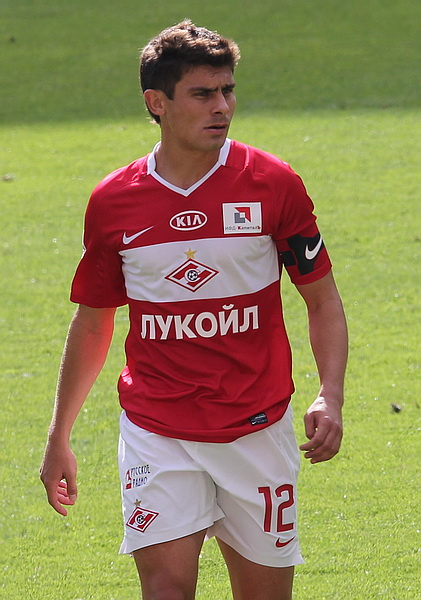
Алекс з капітанською пов'язкою

У першому матчі 2011 року, проти швейцарського «Базеля», Алекс взяв участь у всіх трьох голах своєї команди, яка виграла поєдинок з рахунком 3:2. 10 березня 2011 року Алекс дальнім ударом вразив ворота амстердамського «Аякса» в матчі 1/8 фіналу Ліги Європи, принісши перемогу своїй команді з рахунком 1:0. У матчі-відповіді в Москві забив гол зі штрафного. У підсумку «Спартак» переміг 3:0.
У квітні півзахисник задумався про відхід з клубу. У травні трансфером Алекса зацікавився «Корінтіанс», що запропонував за перехід півзахисника 6 млн євро. 13 травня «Спартак» і «Корінтіанс» домовилися про продаж футболіста. Причиною від'їзду півзахисника на батьківщину стала важка вагітність його дружини, під час якої була небезпека викидня, в результаті чого син Алекса народився недоношеним на сьомому місяці; а бразилець регулярно відлучався з команди додому для того, щоб підтримати дружину.

### «Корінтіанс»
17 травня 2011 року Алекс підписав контракт з клубом «Корінтіанс» до грудня 2014 року. Сума трансферу склала 6 млн євро. Він сказав:
|  | Для мене це повернення додому. Все почалося ще в кінці минулого року — саме тоді «Корінтіанс» проявив свій інтерес, проте отримати мене на правах оренди у клубу не вийшло. Після цього керівники клубу сказали мені, що постараються викупити мій трансфер. Радий, що так все і вийшло. Я повернувся не через те, що не адаптувався в Росії. У Росії до мене ставилися дуже добре, хоча я не вмів ні читати, ні писати, ні говорити російською мовою. Я повернувся у зв'язку з тим, що надійшла пропозиція від «Корінтіанса», а ще вплив зробило і сімейне питання. Крім того, повернення до Бразилії може допомогти здійснити мою мрію зіграти на чемпіонаті світу. Такий мій вибір. У «Спартаку» знали про мої наміри. Не можу сказати, що я покинув «Спартак» щасливим, бо так і не зміг виграти з цією командою. Сподіваюся, перемоги прийдуть до мене в «Корінтіансі». |

29 червня Алекс дебютував у складі «Корінтіанса» у матчі бразильського чемпіонату з «Баїєю», вийшовши на заміну на 66-й хвилині гри. 7 серпня він забив перший м'яч за клуб, вразивши ворота «Атлетіко Паранаенсе». У вересні Алекс в матчі з «Сантосом» невдало зіткнувся з суперником, у нього почалися судоми, і він втратив свідомість. Він був відправлений до лікарні швидкої допомоги, де перевірка не виявила у нього ніяких пошкоджень.
У 2011 році Алекс допоміг Корінтіансу виграти п'ятий чемпіонський титул в Бразилії, а в наступному сезоні — вперше в історії «Тімао» — завоювати Кубок Лібертадорес. Алекс пропустив лише 2 останні гри групового етапу, зігравши в 12 з 14 матчах в ході переможної кампанії. Він також відзначився одним забитим голом у повторній грі 1/8 фіналу у ворота «Емелека». В обох фінальних матчах Алекса міняли в кінці матчів, проте це були виключно тактичні заміни-на 92-й хвилині в Буенос-Айресі і на 89-й хвилині в Сан-Паулу. Таким чином, через 6 років, Алекс вдруге став володарем Кубка Лібертадорес.

### «Аль-Гарафа»
20 липня 2012 року Алекс перейшов в катарський клуб «Аль-Гарафа», підписавши трирічний контракт. У новій команді став грати із співвітчизниками Дієго Тарделлі та Афонсо Алвесом, а у січні 2014 року в клуб прийшов ще й Нене. Втім Алекс у новій команді не був основним гравцем, забивши лише 6 голів у 19 матчах чемпіонату.

### «Інтернасьйонал»
20 липня 2013 року Алекс повернувся в «Інтернасьйонал», з яким ще два рази виграв чемпіонат штату. 11 січня 2017 року «Інтернасьонал» і Алекс, за обопільною згодою розірвали контракт, а у червні 2017 року футболіст завершив кар'єру.

## Виступи за збірну
Успіхи футболіста 2008 року були відзначені тренером національної збірної Бразилії Дунгою. 12 жовтня 2008 року Алекс дебютував у збірній країни у відбірковому матчі на чемпіонат світу 2010 року, замінивши на 70-й хвилині Кака.
Втім заграти у складі «селезао» Алекс так і не зумів, провівши у формі головної команди країни 3 матчі.

## Статистика

### Клубний
на 21 липня 2012
| Сезон   | Клуб               | Ліга    | Чемпіонат | Чемпіонат | Кубок | Кубок | Континт. | Континт. | Континт. | Чемпіонат штату | Чемпіонат штату | Інші   | Інші | Інші |
| Сезон   | Клуб               | Ліга    | Ігри      | Голи      | Ігри  | Голи  | Турнір   | Ігри     | Голи     | Ігри            | Голи            | Турнір | Ігри | Голи |
| ------- | ------------------ | ------- | --------- | --------- | ----- | ----- | -------- | -------- | -------- | --------------- | --------------- | ------ | ---- | ---- |
| 2003    | Гуарані (Кампінас) | Серія А | 40        | 6         | 1     | 0     | —        | —        | —        | ?               | ?               | ?      | ?    | ?    |
| 2004    | Гуарані (Кампінас) | Серія А | 0         | 0         | 2     | 1     | —        | —        | —        | 9               | 3               | ?      | ?    | ?    |
| 2004    | Інтернасьйонал     | Серія А | 20        | 4         | 0     | 0     | ПАК      | ?        | 0        | ?               | ?               | ?      | ?    | ?    |
| 2005    | Інтернасьйонал     | Серія А | 18        | 3         | 0     | 0     | ПАК      | 2        | 0        | ?               | ?               | ?      | ?    | ?    |
| 2006    | Інтернасьйонал     | Серія А | 16        | 5         | 0     | 0     | КЛ       | 8        | 1        | ?               | ?               | КЧС    | 2    | 0    |
| 2007    | Інтернасьйонал     | Серія А | 28        | 6         | 0     | 0     | КЛ       | 3        | 0        | ?               | 0               | РПА    | 2    | 1    |
| 2008    | Інтернасьйонал     | Серія А | 23        | 9         | 5     | 3     | ПАК      | 5        | 5        | ?               | 13              | ?      | ?    | ?    |
| 2009    | Інтернасьйонал     | Серія А | 0         | 0         | 0     | 0     | ПАК      | 0        | 0        | 6               | 3               | —      | —    | —    |
| 2009    | «Спартак» (Москва) | РФПЛ    | 29        | 12        | 2     | 0     | —        | —        | —        | —               | —               | —      | —    | —    |
| 2010    | «Спартак» (Москва) | РФПЛ    | 22        | 3         | 1     | 1     | ЛЧ       | 4        | 1        | —               | —               | —      | —    | —    |
| 2011/12 | «Спартак» (Москва) | РФПЛ    | 3         | 0         | 2     | 0     | ЛЕ       | 6        | 2        | —               | —               | —      | —    | —    |
| 2011    | Корінтіанс         | Серія А | 27        | 6         | 0     | 0     | —        | —        | —        | 0               | 0               | 0      | 0    | 0    |
| 2012    | Корінтіанс         | Серія А | 4         | 0         | 0     | 0     | КЛ       | 12       | 1        | 10              | 1               | 0      | 0    | 0    |

Примітка: чемпіонат штату — тільки для Бразилії. Під іншими турнірами маються на увазі Суперкубки, міжконтинентальні кубки і Кубки Ліги різних країн і континентів.

### В збірній
| Матчі Алекса за збірну Бразилії | Матчі Алекса за збірну Бразилії | Матчі Алекса за збірну Бразилії | Матчі Алекса за збірну Бразилії | Матчі Алекса за збірну Бразилії | Матчі Алекса за збірну Бразилії | Матчі Алекса за збірну Бразилії |
| ------------------------------- | ------------------------------- | ------------------------------- | ------------------------------- | ------------------------------- | ------------------------------- | ------------------------------- |
| №                               | Дата                            | Опонент                         | Рахунок                         | Голи Алекса                     | Змагання                        |                                 |
| 1                               | 12 жовтня 2008                  | Венесуела                       | 4:0                             | -                               | Відбір на ЧС-2010               |                                 |
| 2                               | 11 жовтня 2009                  | Болівія                         | 1:2                             | -                               | Відбір на ЧС-2010               |                                 |
| 3                               | 14 жовтня 2009                  | Венесуела                       | 0:0                             | -                               | Відбір на ЧС-2010               |                                 |

## Титули і досягнення

### Командний
Інтернасьйонал
- Чемпіон Ріу-Гранді-ду-Сул: 2004, 2005, 2008, 2014, 2015
- Володар Кубка Лібертадорес: 2006
- Володар Південноамериканського кубка: 2008
- Володар Рекопи Південної Америки: 2007
- Переможець Клубного чемпіонату світу: 2006
- Володар Кубка Дубая: 2008

 Спартак
- Срібний призер Чемпіонату Росії: 2009

 Корінтіанс
- Чемпіон Бразилії: 2011
- Володар Кубка Лібертадорес: 2012

### Особистий
- Найкращий бомбардир Ліги Гаушу: 2008 (13 голів)
- Найкращий бомбардир Південноамериканського кубка: 2008 (5 голів)
- Найкращий атакувальний півзахисник Чемпіонату Бразилії: 2008[70]
- У списках 33 найкращих футболістів чемпіонату Росії (1): № 1 (2009).
- Другий футболіст Росії за версією тренерів клубів РФПЛ: 2009[71]
- Другий футболіст Росії за версією тижневика «Футбол»: 2009[72]
- Нагорода «Золотий кабан» від уболівальників ФК « Спартак»: 2009
- Найкращий за кількістю гольових передач в чемпіонаті Росії: 2010 (8 пасів)[73]

## Особисте життя
У Алекса є два старших брати, один з яких став банкіром, а інший агрономом.
Одружений з Ганною Паулі. Син Лукас (нар. 2006), син (нар. квітень 2011).